# Алан Озмънд
Алан Ралф Озмънд (на английски: Alan Ralph Osmond) е американски музикант, участник в известната през 70-те години поп група Озмъндс.

## Биография
Алан Озмънд е третият по възраст от деветте деца на Джордж и Олив Озмънд. Неговите двама най-големи братя, Върл и Том, са родени глухи. Има пет по-малки братя: Мерил, Уейн, Джей, Дони и Джими. Той има една сестра:Мари. Той се оженва за Сюзан Пайнгар на 16 юли1974. Двамата имат осем сина.

## Успехи на Алан Озмънд
Алан е най-големият в музикалната група Озмънд брадърс (Osmond Brothers). Негово задължение е да държи семейството, и най-вече братята си сплотени, и което прави повече от четиридесет години. В началото на 70-те той взима съдбоносно решение и прави така, че всички спечелени пари от концери и турнета да бъдат разпределени по равно за своите по-малки братя.
През 1996 година той се завръща като лидер на групата Озмънд Брадърс и сега изпълнява със своите братя само в редки случаи.
През 2000 година Алан е приет за наградата на Дороти Къруин Spirit of Life Award от Multiple Sclerosis Socity. В неговата приемна реч, той определя, че имал много време във военната си възраст и затова е получил няколко урока по карате от Чък Норис (Chuck Norris), и повечето от които са затвърдили „можеш да го направиш“(„you can do it“), стойка, научена от баща му Джордж. Неговото мото е:"Може да имам MS, но MS няма да има мен!"(„I may have MS, but MS does NOT have me!“). Той обикновено бяга за OneHeart Foundation и е на разположение като мотивиран говорител.Озмънд има известни проблеми с Multiple Sclerosis за много години, които афектират психиката му.
Алан неотдавна започна One Heart, фондация за подпомагане „strengthen families“, разпространено по целия свят. Thefamily.com е семеен сайт за грижа за задоволяването на нуждите на всички семейства.

## Родът на Алан
Синът на Алан, Майкъл, има шест деца: Сузана Рене, Сара Ан (Sarah Anne), Саша Луиз, Шон Майкъл, Софи и Сейди Мари Озмънд.
Другият син на Алан, Дъглас, има две деца: Максимус Дъглас и Ив Шейл Озмънд, както и още едно дете, което умира през март 2007 година.
Третият син на Алан, Нейтан Озмънд, също има две деца: Закари Нейтън и Корбин Алан Озмънд.
Четвъртият син на Алан Озмънд се казва Скот Озмънд, който има един син: Калеб Озмънд.
Петият син на Алан се казва Джон Озмънд, който от юли 2007 година става баща на Люк Джонатан Озмънд.
Синовете на Алан и Сюзан Озмънд изпълняват песните си като The Osmonds – Second Generation.